# 辛珍之
辛珍之（？—？），陇西郡狄道县（今甘肃省定西市临洮县）人，北魏、东魏官员。

## 生平
辛珍之少年时就有气力，历任太尉铠曹行参军，略微升任中坚将军、司徒录事参军、广州大中正，因为为父亲守丧而离职，很快起复出任汝北郡太守。永安年间，辛珍之出任司空谘议参军、通直常侍。永熙年间，辛珍之出任襄城郡太守。天平初年，洛州以南地区百姓情绪惶恐不安，魏孝静帝元善见敕令辛珍之出任大使，持节慰问劝谕广州和洛州。天平三年（536年），辛珍之出任征东将军、代理阳平郡太守。郡中百姓路黑奴起兵攻打阳平郡，辛珍之被路黑奴抓住。贼人劝说路黑奴杀掉辛珍之，路黑奴说:“胜败还不能最后决定，怎能先杀死太守？”路黑奴于是带着辛珍之跟着自己，礼貌的对待他。右卫将军郭琼平定路黑奴，辛珍之才得以幸免。兴和年间，辛珍之出任卫将军、司徒司马。武定三年（545年），辛珍之出任骠骑将军、北海郡太守，回朝出任仪同开府长史、兼任光禄少卿。不久，魏孝静帝诏令辛珍之持节出任广洛北荆扬雍襄六州慰劳大使、北荆镇城、代理广州刺史，辛珍之招降纳叛很有可称道之处。高澄派人送信对辛珍之加以慰劳勉励，赐给衣服布帛。不久辛珍之接受敕令代理平州刺史，在任内去世。朝廷赠予骠骑大将军、洛州刺史，谥号恭。

## 家庭

### 夫人
- 上谷寇氏，北魏弘农郡太守、幽郢二州刺史寇先胜之女，北魏洛阳县县令、廷尉卿、度支尚书、荆河雍三州刺史寇祖礼妹妹，北齐追赠昌平县君

### 儿子
- 辛悫[3]，东魏开府铠曹参军，北齐并省尚书